# Didymos musikern
Didymus var en grekisk lärd som levde under 000-talet f.Kr.
Didymos tillskrivs den ändamålsenliga anordningen av det pythagoreiska heltonssystemet, varigenom det diatoniska tonsläktet först kunde vinnas för vår harmoni. I det sammanhanget tillkom det syntoniska komma, som, efter honom, även kallas det didymiska. 